# Хендерсон, Марсия
Марсия Хендерсон (англ.  Marcia Henderson), имя при рождении Марсия Энн Хендерсон (англ.  Marcia  Anne Henderson), имя по мужу Марсия Энн Прислин (англ. Marcia Anne Prestlien; 22 июля 1929 года — 23 ноября 1987 года) — американская актриса театра и кино 1950—1960-х годов.
В 1950 году за игру в бродвейском спектакле «Питер Пэн» Хендерсон была удостоена премии «Театральный мир». Среди наиболее известных работ Хендерсон в кино — фильмы «Всё, чего я желаю» (1953), «Грозовой залив» (1953), «Стеклянная паутина»(1953), «Возвращение в страну Бога» (1953), «Очевидное алиби» (1954), «Речной каньон» (1956), «Обнажённые холмы» (1956), «Тимбукту» (1959), «Гипнотический глаз» (1960) и «Смертельный дуэт» (1962).

## Ранние годы жизни и начало карьеры
Марсия Хендерсон родилась 22 июля 1929 года в Андовере, Массачусетс, где её дед был комиссаром округа.
Марсия выросла в Вильямстауне, Массачусетс, где окончила среднюю школу, после чего училась в Американской академии драматического искусства в Нью-Йорке. Проработав два года в провинциальных театрах, в 1949 году Хендерсон вернулась в Нью-Йорк.

## Карьера на телевидении и в театре в 1949—1951 годы
В 1949 году Хендерсон дебютировала на телеэкране в регулярной роли Кэтлин Андерсон в ситкоме «Семья Олдричей» (1949), а год спустя сыграла в одном эпизоде сериала «Мартин Кейн, частный детектив» (1950). В 1951 году она заменила Пегги Энн Гарнер в дневном ситкоме «Две девушки по имени Смит» (1951), а также сыграла в эпизодах ещё трёх сериалов.
В 1950 году Хендерсон получила роль Венди Дарлинг в бродвейском мюзикле «Питер Пэн» с Джин Артур в заглавной роли и Бориса Карлоффа в роли капитана Крюка. Обозреватели The New York Times и New York Herald Tribune были в восторге от её игры. В 1950 году за эту роль Хендерсон была удостоена премии «Театральный мир». Шоу выдержало 321 представление, закрывшись в январе 1951 года.
В конце 1951 года, когда Хендерсон играла главную роль в гастрольном спектакле «Луна синяя», на неё обратил внимание скаут студии Universal-International, предложив попробовать свои силы в кино.

## Карьера в кино и на телевидении в 1953—1962 годы
В 1953—1954 годах Хендерсон играла по контракту с Universal-International. Она дебютировала на большом экране в мелодраме Дугласа Серка «Всё, чего я желаю» (1953), действие которой происходит в небольшом городке в Вайоминге в 1910 году. После десяти лет странствий в этот городок возвращается актриса Наоми Мёрдок (Барбара Стэнвик), в своё время ради карьеры оставившая мужа с тремя детьми (одного из которых играет Хендерсон). Теперь Наоми пытается восстановить отношения с мужем, детьми и жителями городка. Производственная драма Энтони Манна «Грозовой залив» (1953) с Джеймсом Стюартом в главной роли рассказывала о конфликте между рыбаками и нефтедобытчиками на берегу Мексиканского залива. Хендерсон сыграла в том фильме дочь рыбака, у которой начинается роман с одним из нефтедобытчиков (Дэн Дьюриа). В фильме нуар «Стеклянная паутина» (1953) Хендерсон была любимой и любящей женой популярного телесценариста (Джон Форсайт), который после случайной связи с начинающей актрисой становится объектом шантажа с её стороны. Когда актрису убивают, подозрение падает на сценариста, однако верная жена помогает мужу найти истинного убийцу. Наконец, в приключенческой мелодраме «Возвращение в страну Бога» (1953), действие которой происходит в Северо-Западной Канаде в 1870-е годы, капитан американской шхуны (Рок Хадсон) должен срочно доставить в Америку партию меха, однако вынужден вступить в борьбу с группой преступников, которые хотят заполучить его корабль, его груз и его жену. Роль жены главного героя в опасности сыграла Хендерсон. В фильме нуар «Очевидное алиби» (1954) Хендерсон была преданной женой добропорядочного гражданина (Джин Барри), который в конце концов оказывается коварным убийцей. Когда мужа арестовывают, она делает всё возможное, чтобы его выпустили под залог, после чего он скрывается в Мексике.
В 1954—1955 годах на телевидении Хендерсон играла девушку Питера Лоуфорда в 25 эпизодах ситкома NBC «Дорогая Фиби».
После некоторого перерыва в кинокарьере Хендерсон появилась в вестерне Allied Artists «Обнажённые холмы» (1956), действие которого происходит в Калифорнии во время Золотой лихорадки 1849 года. В этой картине Хендерсон сыграла жену одержимого фермера из Индианы (Дэвид Уэйн), которая терпеливо ждёт его дома, пока он безрезультатно ищет золото в горах Калифорнии. Другой вестерн Allied Artists «Речной каньон» (1956) рассказывал о ковбое, возглавляющем группу перегонщиков стада из Орегона в Вайоминг (Джордж Монтгомери). На пути он сталкивается с многочисленными опасностями, а также сближается с молодой, привлекательной вдовой, работающей поваром обоза, которую сыграла Хендерсон.
В мелодраме Republic Pictures «Своенравная девчонка» (1957) Хендерсон сыграла главную роль несчастной порядочной девушки Джуди, которую после смерти отца третирует мачеха и домогается её любовник, которого мачеха в итоге убивает. Тем не менее за убийство осуждают Джуди, которую берёт на поруки общественная организация, фактически перепродавая её как рабыню похотливому фермеру. Однако в итоге с помощью своего возлюбленного ей удаётся вырваться из рук фермера и восстановить справедливость. Воллстейн назвал эту картину «халтурой в самом прямом смысле этого слова».
В 1958 году Хендерсон снова вернулась на телевидение, где сыграла роль гостевой звезды в эпизоде вестерн-сериала «Беспокойное оружие» (1958) с Джоном Пейном в главной роли, а в 1959 году сыграла со Стивом Маккуином в эпизоде сериала «Разыскивается живым или мёртвым» (1959). Кроме того, Хендерсон была гостевой звездой в сериалах «Миллионер» (1956—1959, 3 эпизода), «Знакомьтесь: Макгроу» (1957), «Код 3» (1957), «Отряд М» (1958), «Кольт 45-го калибра» (1958), «Ричард Даймонд, частный детектив» (1959), «Бэт Мастерсон» (1958—1959, 2 эпизода) и «Помощник шерифа» (1960).
В 1959 году вышла криминальная драма «Бунт в ювенальной тюрьме» (1959), где Хендерсон сыграла роль надзирательницы в исправительном учреждении для девушек, которое в порядке эксперимента сливают с аналогичным учреждением для юношей, что приводит к многочисленным новым проблемам. В том же году в приключенческом экшне «Тимбукту» (1959), действие которого происходит во французском гарнизоне в Тимбукту в 1940 году, Хендерсон сыграла роль жены лейтенанта гарнизона, который вместе со своим командиром пытается установить мир в разрываемом конфликте регионе. В семейном вестерне «Лучший друг собаки» (1959) Хендерсон сыграла главную женскую роль приёмной матери осиротевшего озлобленного мальчика, который преображается благодаря дружбе с немецкой овчаркой.
В 1960 году Хендерсон сыграла в вестерне «Натчез-трейс» (1960), а также в психологическом фильме ужасов «Гипнотический глаз» (1960), который кинокритик Крейг Батлер отнёс в разряду «тех плохих картин, которые чрезвычайно забавны». Её последний фильм, детектив «Смертельный дуэт» (1962) рассказывал о сёстрах-близнецах (их сыграла Хендерсон), одна из которых — милая вдова, а вторая — сексапильная стриптизёрша. Когда хорошая сестра должна получить значительную сумму денег, плохая придумывает план, как ими завладеть, однако это приводит к неожиданным последствиям. Как отмечено в рецензии на фильм историка фильма нуар Джона Гранта, в этой картине «у Хендерсон не так много экранного времени, однако она справляется со своей двойной ролью достаточно хорошо, придавая Сабене облик добропорядочной матери, а Даре — явной, но без переигрывания, потаскухи. Это было последнее появление актрисы на большом экране. С 1957 года она страдала от ревматоидного артрита, но, несмотря на это, смогла придать Даре сексуальное изящество».

## Личная жизнь
В октябре 1950 года Хендерсон вышла замуж за студента-медика Роберта Бродски. В декабре 1953 года они развелись.
В 1961 году Хендерсон ушла из кино и вышла замуж за актёра Роберта Айверса (его официальное имя Роберт Прислин), от которого родила дочерей Мэллори Энн (1962), которая была продюсером у Нормана Лира и умерла в 2005 году, а также Аленду Майкл (1963), которая стала актрисой.
В 1957 году Хендерсон был поставлен диагноз ревматоидный артрит, «и это заболевание серьёзно ограничило и в конце концов заставило завершить её многообещающую актёрскую карьеру». Позднее у неё диагностировали волчанку.
В 1972 году Хендерсон переехала вместе с семьёй в Якима, Вашингтон, где прожила до конца жизни.

## Смерть
Марсия Хендерсон умерла 23 ноября 1987 года в Якиме, Вашингтон, в возрасте 58 лет от волчанки.

## Фильмография
| Год       |   | Русское название                     | Оригинальное название              | Роль                      |
| --------- | - | ------------------------------------ | ---------------------------------- | ------------------------- |
| 1949      | с | Семья Олдричей                       | The Aldrich Family                 | Кэтлин                    |
| 1950      | с | Мартин Кейн, частный сыщик           | Martin Kane, Private Eye           | Элейн Брайсер             |
| 1951      | с | Две девушки по имени Смит            | Two Girls Named Smith              | Бэбс Смит                 |
| 1951      | с | Первая студия                        | Studio One                         |                           |
| 1951      | с | Театр «Армстронга»                   | Armstrong Circle Theatre           |                           |
| 1951      | с | Театр Пулитцеровской премии          | Pulitzer Prize Playhouse           |                           |
| 1952      | с | Театр четырёх звёзд                  | Four Star Playhouse                | Эми                       |
| 1953      | ф | Грозовой залив                       | Thunder Bay                        | Франческа Риго            |
| 1953      | ф | Всё, чего я желаю                    | All I Desire                       | Джойс Мердок              |
| 1953      | ф | Стеклянная паутина                   | The Glass Web                      | Луиз Ньюэлл               |
| 1953      | ф | Возвращение в страну Бога            | Back to God's Country              | Долорес Кит               |
| 1954      | ф | Очевидное алиби                      | Naked Alibi                        | Хелен Уиллис              |
| 1954—1955 | с | Дорогая Фиби                         | Dear Phoebe                        | Микки Райли (25 эпизодов) |
| 1955      | с | Час «Двадцатого века Фокс»           | The 20th Century-Fox Hour          | Эдит Харрис               |
| 1955—1958 | с | Утренний театр                       | Matinee Theatre                    | разные роли (8 эпизодов)  |
| 1956      | ф | Обнажённые холмы                     | The Naked Hills                    | Джули                     |
| 1956      | ф | Каньон Ривер                         | Canyon River                       | Джанет Хейл               |
| 1956      | с | Театр звезд «Шлица»                  | Schlitz Playhouse of Stars         | разные роли (2 эпизода)   |
| 1956      | с | Видео-театр «Люкс»                   | Lux Video Theatre                  | Филлис                    |
| 1956      | с | Телевизионный театр «Форда»          | The Ford Television Theatre        | Мод Коллинз               |
| 1956      | с | Шоу Боба Каммингса                   | The Bob Cummings Show              | Лора Хейден               |
| 1956      | с | Перекрёстки                          | Crossroads                         | разные роли (3 эпизода)   |
| 1956      | с | Человек против преступления          | Man Against Crime                  | Кларисса                  |
| 1956—1959 | с | Миллионер                            | The Millionaire                    | разные роли (3 эпизода)   |
| 1957      | ф | Своенравная девчонка                 | The Wayward Girl                   | Джуди Уингейт             |
| 1957      | с | Серый призрак                        | The Gray Ghost                     | Грета                     |
| 1957      | с | Выбор народа                         | The People's Choice                | Лора                      |
| 1957      | с | Код 3                                | Code 3                             |                           |
| 1957      | с | Знакомьтесь: Макгроу                 | Meet McGraw                        | Мэри / Иви Адриана        |
| 1958      | ф | Тимбукту                             | Timbuktu                           | Джин Мэрат                |
| 1958      | с | Истории Уэллс-Фарго                  | Tales of Wells Fargo               | Джун Латимер              |
| 1958      | с | Команда М                            | M Squad                            | Эльза Хэммонд             |
| 1958      | с | Беспокойное оружие                   | The Restless Gun                   | Лорри Бардин              |
| 1958      | с | Кольт 45 калибра                     | Colt .45                           | доктор Ли Тейлор          |
| 1958—1959 | с | Бэт Мастерсон                        | Bat Masterson                      | разные роли (2 эпизода)   |
| 1959      | ф | Бунт в тюрьме для несовершеннолетних | Riot in Juvenile Prison            | Грейс Хартвелл            |
| 1959      | ф | Лучший друг собаки                   | A Dog's Best Friend                | Милли Турман              |
| 1959      | с | Разыскивается живым или мёртвым      | Wanted: Dead or Alive              | Джули Таггерт             |
| 1959      | с | Северо-западный проход               | Northwest Passage                  | Джоан Пейджет             |
| 1959      | с | Пограничный патруль                  | Border Patrol                      | девушка                   |
| 1959      | с | Люди в космосе                       | Men Into Space                     | Хелен Тиссен              |
| 1959      | с | Секреты Нью-Йорка                    | New York Confidential              |                           |
| 1959      | с | Человек и вызов                      | The Man and the Challenge          | Энн Сэндерс               |
| 1959      | с | Мир гигантов                         | World of Giants                    | мисс Браун (2 эпизода)    |
| 1959      | с | Ричард Даймонд, частный детектив     | Richard Diamond, Private Detective | Джанет                    |
| 1960      | ф | Гипнотический глаз                   | The Hypnotic Eye                   | Марсия Блейн              |
| 1960      | ф | Натчез-трейс                         | Natchez Trace                      | Рут Хеннинг               |
| 1960      | с | Помощник шерифа                      | The Deputy                         | Марион Уилан              |
| 1960      | с | Лучшее от «Пост»                     | The Best of the Post               | миссис Бейкер, мама       |
| 1961      | с | Театр «Вестингаус»                   | Westinghouse Preview Theatre       | Джойс Николл              |
| 1962      | ф | Смертельный дуэт                     | Deadly Duo                         | Сабена Спенс / Дара Флэгг |
| 1962      | с | Папа-холостяк                        | Bachelor Father                    | Констанс                  |